# Мансур ел Харби
Мансур Атиг ел Харби (арап. منصور عتيق الحربي‎, романизовано Mansoor Ateeg Al-Harbi; Џеда, 19. октобар 1987) професионални је саудијски фудбалер који игра у одбрани на позицији левог бека.

## Клупска каријера
Целокупну професионалне каријеру провео је играјући за екипу Ал Ахлија из Џеде са којом је у више наврата освајао најзначајнија домаћа такмичења.

## Репрезентативна каријера
За сениорску репрезентацију Саудијске Арабије дебитовао је 14. октобра 2009. у пријатељској утакмици са селекцијом Турске. 
Био је део националног тима и на Светском првенству 2018. у Русији, али није одиграо ни једну од три утакмице своје репрезентације у Групи А.

## Успеси и признања
ФК Ал Ахли Џеда
- Првенство С. Арабије: 2015/16.
- Куп престолонаследника: 2006/07, 2014/15.
- Саудијски куп: 2010/11, 2011/12, 2015/16.
- Саудијски супер куп: 2016/17.